# El Ganso
El Ganso ist ein kleiner Ort am Jakobsweg in der Provinz León der Autonomen Gemeinschaft Kastilien-León, administrativ ist er von Brazuelo abhängig. 
Das Dorf ist ein Straßendorf, die Pfarrkirche ist ein einfacher Bau mit einem Schiff, dem Apostel Jakobus geweiht, weiterhin gibt es eine kleine Kapelle Ermita del Bendito Cristo. 